# Arno Leicht
Arno Leicht (* 25. Mai 1950 in Werneck/Unterfranken) ist ein deutscher Komponist und Gesangspädagoge.

## Leben
Arno Leicht besuchte ab 1961 das Wirsberg-Gymnasium in Würzburg. Bereits als zwölfjähriger Knabensopran hatte er seinen ersten Fernsehauftritt mit selbst komponierten Liedern. Während seiner Schulzeit erfolgte 1963 die Aufnahme an der Musikhochschule Würzburg als Jungstudent für die Fächer Klavier und Komposition. Nach dem Abitur 1970 nahm er an der Hochschule das reguläre Studium auf. Seine Lehrer waren unter anderem der Pianist Peter Hollfelder und der Komponist Bertold Hummel. 1972 erwarb er die staatlichen Diplome in Klavier und Komposition.
1972 wurde Leicht zum Dozenten für Musiktheorie an die Hochschule für Kirchenmusik in Regensburg berufen. Berufsbegleitend nahm er noch im selben Jahr ein Gesangsstudium an der Musikhochschule Würzburg bei dem Bassbariton Herbert Roth auf. 1974 wurde Leicht Dozent für Gesangspädagogik und Musiktheorie am Hermann-Zilcher-Konservatorium in Würzburg. 1977 schloss er sein Gesangsstudium mit dem Diplom ab.
Als lyrischer Bariton führte ihn eine rege Konzerttätigkeit mit Liederabenden, Oratorien und konzertanten Opern durch Westdeutschland und das benachbarte europäische Ausland. Dabei reichte sein Repertoire vom Frühbarock bis zur Moderne; unter anderem sang er bei Uraufführungen von Werken von Bertold Hummel, Josef Trompke, Ida Gotkovsky und Yves-Marie Bruel.
Mehrere der von Leicht in den 1970er und 1980er Jahren komponierten Werke (vornehmlich Kirchen- und Kammermusik) fanden im deutschsprachigen Raum weite Verbreitung. Sein bekanntestes Werk aus dieser Schaffensperiode ist die „Deutsche Messe“.
Von 1988 bis 1998 war Leicht Direktor des Würzburger Konservatoriums. 1999 wechselte er als Dozent für Sologesang an die Musikhochschule Nürnberg, die ihm 2011 den Titel eines Honorarprofessors verlieh.
Arno Leicht ist Vater von fünf Kindern und lebt heute in der Nähe von Würzburg.

## Weitere Tätigkeiten
Arno Leicht ist Referent der Werkgemeinschaft Musik e.V.

## Werke (Auswahl)
- Sonate für Flöte und Orgel 1972 (Zimmermann, Frankfurt)
- Vokalquartette mit vierhändigem Klavier nach Gedichten von Friedrich Nietzsche 1972
- Lieder zu Advent und Weihnacht (nach fränkischen Liedern) für acht Solostimmen und Harfe (2. Fassung für gemischten Chor, Orgel und Streichorchester) 1974
- Europäische Weihnachtslieder (Jubilate-Verlag, Eichstätt)
- Marianisches Diptychon für vokales Doppelquartett a cappella (Verlag J. Rauh, Berlin)
- Deutsche Messe für Sopran- und Basssolo, gemischten Chor, konzertierende Orgel und Streichorchester 1976

## Diskografie (Auswahl)
- Lusitana Musica. Klaviersonaten von João Domingos Bomtempo (His Masters Voice; 1979)
- Vaterunser von Peter Cornelius und Geistliche Lieder von Franz Liszt (b & b records; 1983)
- Ich steh' an deiner Krippen hier. Weihnachstlieder im festlichen Kreis. Mit u. a. Würzburger Vokalsolisten, Leitung: Herbert Roth (Christophorus; 1986)
- Vokalwerke von Yves-Marie Bruel (Studio Catz/Paris; 1997)

## Auszeichnungen
- 1972 und 1975 Preis der musikalischen Akademie Würzburg
- 1977 Armin-Knab-Preis